# Guardie donne nei campi di concentramento nazisti
Delle 55.000 guardie che prestarono servizio nei campi di concentramento nazisti, circa 5.000 erano donne. Nel 1942, le prime guardie donna giunsero ad Auschwitz e Majdanek da Ravensbrück. Il corrispondente tedesco per questa posizione era SS-Aufseherin (plurale: "Aufseherinnen"), che ha il significato di "guardia" o "sorvegliante" donna.

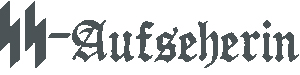
Insegna distintivo

## Reclutamento
Le guardie di sesso femminile erano generalmente di estrazione sociale medio-bassa e svolgevano perlopiù lavori saltuari. Tuttavia a Ravensbrück  quattro "aufseherinnen" (Annemie von der Huelst, Gertrud von Lonski at Neuengamme, Euphemia von Wielen ed Ellen Freifrau von Kettler) erano di origine aristocratica. Le volontarie erano assunte tramite annunci sui giornali tedeschi che rivolgendosi alle donne le invitavano ad esternare il loro amore per il Reich e ad arruolarsi nelle SS-Gefolge ("reparti femminili delle SS"). La Lega delle ragazze tedesche divenne uno dei più importanti veicoli di diffusione della dottrina nazista tra le donne.
Inizialmente, intorno al 1938, le prime guardie donne vennero impiegate a Lichtenburg e a Sachsenhausen. Dopo il 1939 molte di loro vennero trasferite nel campo di Ravensbrück nei pressi di Berlino. Allo scoppio della Seconda guerra mondiale, i Tedeschi Nazisti costruirono campi in tutti gli stati occupati, soprattutto in Polonia, in Francia, in Italia in Spagna, nei Paesi Bassi e nel Belgio. Le esercitazioni delle Aufseherinnen erano simili a quelle della loro controparte maschile: le donne frequentavano corsi che duravano dalle quattro settimane fino ad un periodo di sei mesi ed erano supervisionate dalle maggiori. Herta Ehlert, aufseherin in numerosi campi di concentramento, descrisse durante il Processo di Belsen il suo periodo di esercitazione come "fisicamente ed emotivamente impegnativo". Secondo la sua testimonianza, alle apprendiste veniva insegnato come punire i prigionieri e come reagire alle ribellioni ed ai rallentamenti del lavoro. La stessa Ehlert sostiene che Dorothea Binz, la maggiore del campo di Ravensbruck a partire dal 1942, insegnava alle reclute donne il sadismo, che definiva "piacere malizioso".

## Gradi militari
Erano conosciute con il titolo di SS-Helferin (Tedesco: "Aiutante Donna delle SS") e potevano ricoprire cariche analoghe ai ranghi regolari delle SS. Alcune posizioni erano  Rapportführerin ("Responsabile del Rapporto"), Erstaufseherin ("Guardia Maggiore"), Lagerführerin ("Comandante del Campo" [alta carica]) o Oberaufseherin, "Osservatore Avanzato" (tra cui Luise Brunner, Maria Mandl ed Anna Klein).

## Aspetti della vita delle aufseherinnen
In molti campi ci furono relazioni tra le guardie donne e gli uomini delle SS, tanto che il comandante Heinrich Himmler ordinò ai suoi uomini di considerare le donne di pari rango. Nel relativamente piccolo sottocampo di Helmbrechts vicino a Hof, in Germania, il comandante del campo Doerr intraprese apertamente una relazione con la sorvegliante Helga Hegel.
La corruzione era uno degli altri aspetti della vita delle aufseherinnen. Ilse Koch, conosciuta come "la strega di Buchenwald", era la maggiore delle guardie nell'omonimo campo e moglie del comandante del campo, Karl Koch. Entrambi furono accusati di essersi appropriati di milioni di marchi, per cui Karl Koch fu giustiziato dal regime alcune settimane prima che il campo di Buchenwald fosse liberato dalle truppe statunitensi; Ilse fu scagionata.
Sebbene le aufseherinnen fossero ben note per la loro crudeltà, alcune di loro si comportarono diversamente. Karla Kunig, che prestò servizio nei campi di Ravensbruck e nel sottocampo di Dresden-Universelle, fu accusata di eccessiva gentilezza nei confronti dei prigionieri e finì licenziata nel gennaio 1945. Dal 13 febbraio 1945, data del bombardamento alleato di Dresda, si persero le sue tracce.

## Aufseherinnen processate di recente
Arrestata senza processo dal Dipartimento di Giustizia degli Stati Uniti a 84 anni mentre viveva a San Francisco, Elfriede Lina Rinke aveva nascosto per più di sessant'anni il proprio segreto alla famiglia, agli amici e al marito Fred (un ebreo tedesco). La Rinkel era emigrata negli USA alla fine della Seconda guerra mondiale.
L'ultimo processo contro una sorvegliante delle SS fu nel 1996 contro Luise Danz, che aveva prestato servizio a Plaszów, a Majdanek, ad Auschwitz e a Malchow. Danz era già stata condannata all'ergastolo nel Processo di Auschwitz del 1947 e rilasciata per buona condotta nel 1956. Nel 1996 fu indagata e processata per l'omicidio di una giovane donna nel campo di concentramento di Malchov alla fine della guerra. Lo psicologo presente al processo dichiarò alla corte che il processo sarebbe stato troppo impegnativo per l'anziana e le accuse furono ritirate. Luise Danz è deceduta nel 2009. L'unica ex-aufseherin ad aver raccontato pubblicamente la propria storia è stata Herta Bothe, che fu sorvegliante nel campo di Stutthof, nel sottocampo di Bromberg-Ost e a Bergen-Belsen. In seguito al Processo di Belsen era stata condannata a dieci anni e fu rilasciata a metà anni cinquanta. In un'intervista del 2004, quando le fu chiesto se si fosse mai vergognata di essere stata una guardia in un campo di concentramento rispose: